# 貝恩山
貝恩山（英語：Mount Bain），是南極洲的山峰，位於葛拉漢地的盧貝海岸，處於霍普金斯冰川和埃爾斯金冰川之間，海拔高度2,090米，由英國南極名稱諮詢委員會命名，現時由南極條約體系管理。